# Г'юстон-Лейк (Міссурі)
Г'юстон-Лейк (англ. Houston Lake) — місто (англ. city) в США, в окрузі Платт штату Міссурі. Населення — 229 осіб (2020).

## Географія
Г'юстон-Лейк розташований за координатами 39°11′24″ пн. ш. 94°37′13″ зх. д. / 39.19000° пн. ш. 94.62028° зх. д. (39.190127, -94.620165).  За даними Бюро перепису населення США в 2010 році місто мало площу 0,36 км², з яких 0,28 км² — суходіл та 0,08 км² — водойми.

## Демографія
Згідно з переписом 2010 року, у місті мешкало 235 осіб у 107 домогосподарствах у складі 64 родин. Густота населення становила 651 особа/км².  Було 119 помешкань (330/км²).
Расовий склад населення:
| - 94,0 % — білих - 0,4 % — чорних або афроамериканців - 3,0 % — осіб інших рас |

До двох чи більше рас належало 2,6 %. Частка іспаномовних становила 4,7 % від усіх жителів.
За віковим діапазоном населення розподілялося таким чином: 16,2 % — особи молодші 18 років, 69,8 % — особи у віці 18—64 років, 14,0 % — особи у віці 65 років та старші. Медіана віку мешканця становила 51,4 року. На 100 осіб жіночої статі у місті припадало 86,5 чоловіків;  на 100 жінок у віці від 18 років та старших — 84,1 чоловіків також старших 18 років.
Середній дохід на одне домашнє господарство  становив 72 637 доларів США (медіана — 80 000), а середній дохід на одну сім'ю — 76 830 доларів (медіана — 78 250). За межею бідності перебувало 6,9 % осіб, у тому числі 13,5 % дітей у віці до 18 років та 0,0 % осіб у віці 65 років та старших.
Цивільне працевлаштоване населення становило 214 особи. Основні галузі зайнятості: науковці, спеціалісти, менеджери — 29,4 %, роздрібна торгівля — 18,2 %, освіта, охорона здоров'я та соціальна допомога — 12,1 %, оптова торгівля — 8,4 %.